# Переливница ивовая
Перели́вница иво́вая, или радужница бо́льшая ивовая, или переливница большая, или ирида (лат. Apatura iris) — дневная бабочка из семейства Nymphalidae.
Ирис (греческая мифология) — Ирида, дочь Тавманта и океаниды Электры, богиня радуги.

## Описание

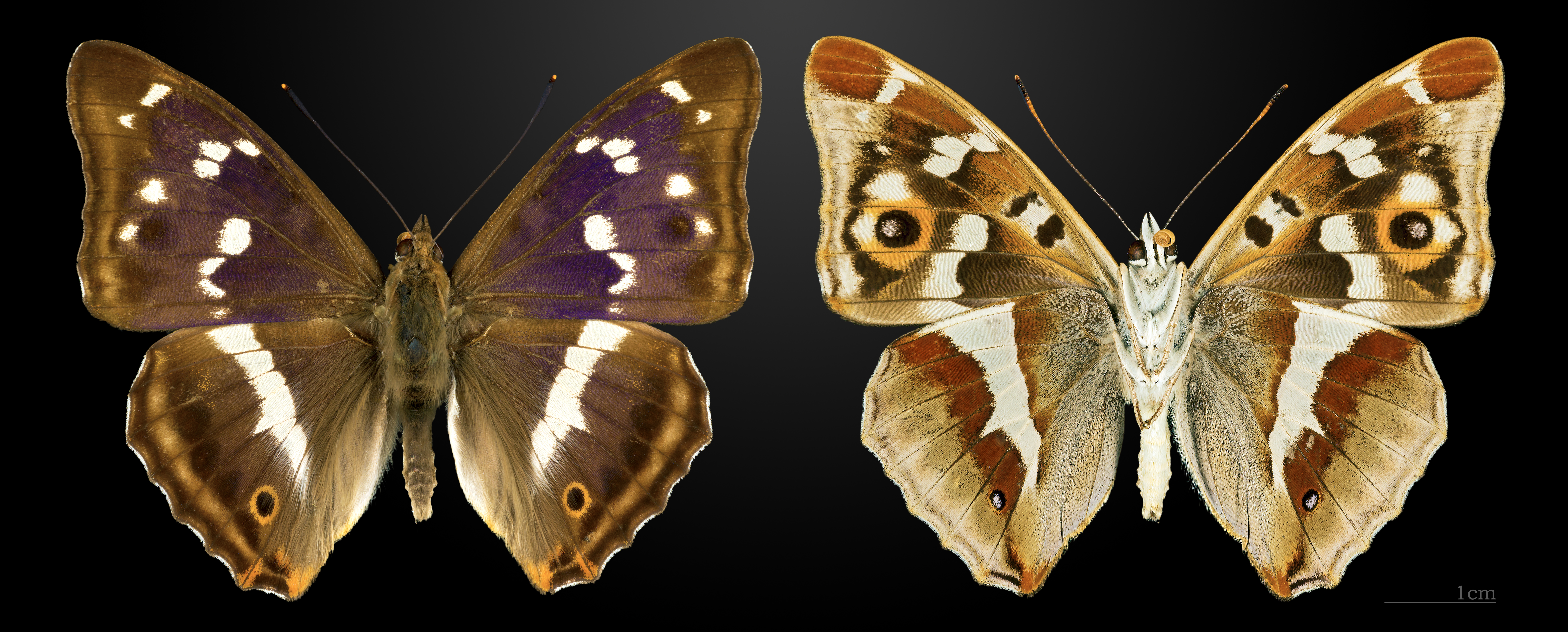
Самец

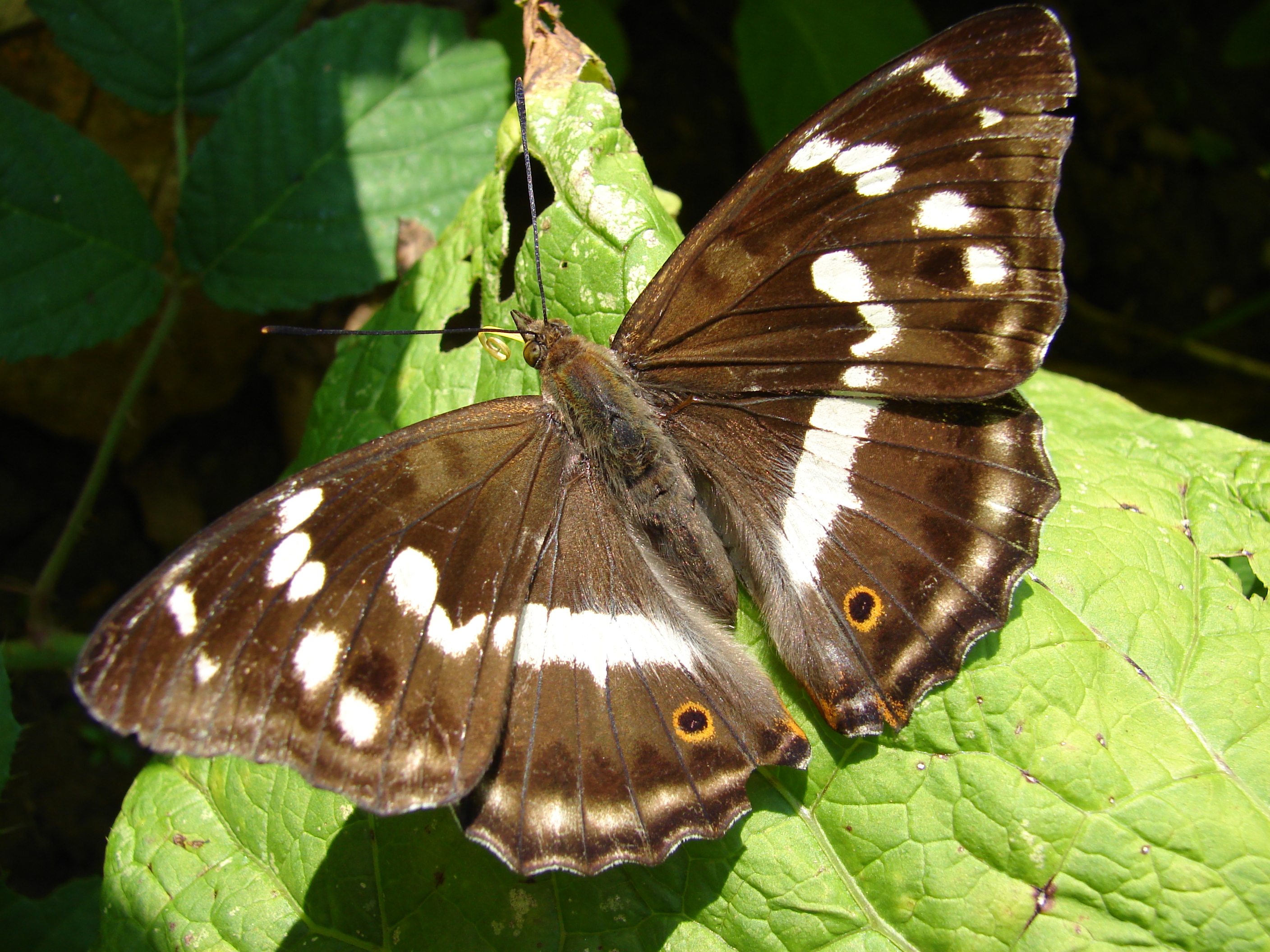
Самка

Размах крыльев до 60 - 80 мм. Верхняя сторона крыльев чёрно-бурая, у самца с ярко-фиолетовым отливом, у самки тёмно-бурая без отлива с осветлённым краем. Переливы создаются не синим пигментом, а структурными окрасками, которые обусловлены частичным отражением синей составляющей спектра света. Самки крупнее самцов.
Передние крылья с белыми пятнами (иногда исчезающими), задние с белой срединной перевязью и тёмным глазком, окружённым ржаво-красной каймой (изредка такой же имеется в постдискальной области заднего крыла). Срединная перевязь на заднем крыле сверху даёт резкий острый зубец к краю. Ярко выраженных прикраев полос сверху нет. Нижняя сторона крыльев серо-бурая, с коричнево-ржавыми полями, чёрными и белыми пятнами и серо-зелёными базальными и прикраевыми участками. Снизу задних крыльев глазок в анальном углу чёткий, с голубой центрацией. Передние крылья без большой выемки по внешнему краю.
Типовая местность: Германия и Англия.

## Вариабельность
Одна из наиболее известных форм — f. iole (Schiff.), для которой характерен нечёткие светлые элементы крылового рисунка, или его полное отсутствие.

## Ареал
Распространена в Центральной, и Восточной Европе, Карелии, в центре и на юге Европейской части России, на Южном Урале, на северо-западе Казахстана, в Западной Сибири, Восточном Забайкалье, в Северо-восточном и Центральном Китае, всё Приамурье до устья Амура, Приморье, Корее, Японии. Северная граница ареала проходит по 60 град. сев. ш. — не проникает севернее Карелии и Южной Финляндии на западе ареала и Удмуртии на востоке. Широко распространена по всем Карпатским горам. Юго-восточная граница европейского ареала проходит по Южному Уралу и Среднему Поволжью. Отсутствует в Центральной и Северной Англии, Ирландии, Скандинавии и Южной Европе.

## Время лёта
Везде развивается в одном поколении. Время лёта с середины июня до начала августа.
Летает в редкостных и пойменных лиственных и лиственно-смешанных лесах (преимущественно дубовых и ивовых). В горах поднимается до 1500 м над уровнем моря. Локально распространена. В благоприятные годы встречается чаще.
Самцы летают вдоль опушек и лесных дорог, часто образуют скопления по берегам луж, ручьев. Охотно летят на экскременты крупных животных, влажный древесный уголь, человеческий пот — откуда добывают влагу и необходимые минеральные соли. Самки ведут скрытый образ жизни, большую часть времени держатся в верхушках деревьев, где могут быть замечены на истекающем забродившем соке.

## Биология
Яйца откладываются одиночно на верхнюю сторону листьев кормовых растений.
Стадия гусеницы с августа до июня. Зимует гусеница. Гусеница зелёная с жёлтыми полосками и мелкими жёлтыми точками, на голове 2 рога синего цвета, а на заднепроходном сегменте два красных острия.
Кормовые растения — ива козья (Salix caprea), ива ушастая (Salix aurita), ива пепельная (Salix cinerea) и другие виды ив, а также осина. Гусеница питается на периферии листа, оставляя основную жилку нетронутой.
Куколка светлая, голубовато-зелёная с двумя маленькими остриями на голове, висит на ветвях или листьях, развивается 2—3 недели.

## Замечания по охране
Вид включён в Красные книги: Украины (2 категория), Латвии (1998) (2 категория) , Смоленской (1997) (2 категория), Московской (1998) (3 категория), Вологодской (2006) (3 категория) областей России, Восточной Фенноскандии (1998), Германии (4 категория), Швеции (3 категория).
Лимитирующие факторы: разрушение биотопов (вырубка естественных лесов, изменение породной структуры леса, урбанизация), применение пестицидов и общее ухудшение экологической обстановки в естественных местах обитания.
- Бабочка года в Германии в 2011 году.